# United Feature Syndicate
El United Feature Syndicate (literalmente Gremio Unido de Artículos) es una gran columna editorial y un servicio de redifusión o sindicación (en inglés syndication) de tiras cómicas de prensa con sede en los Estados Unidos y establecido en 1919. Originalmente parte de la E. W. Scripps Company, fue parte de United Media (junto con la Newspaper Enterprise Association) entre 1978 y 2011, y ahora es una división de la Andrews McMeel Syndication. United Features ha redifundido muchas tiras cómicas notables, entre ellas Peanuts, Garfield, Li'l Abner, Dilbert, Nancy o Marmaduke.

## Historia
El United Feature Syndicate se creó en 1919. Entre 1922 y 1958, la United Features era la división de columnas, artículos (y tiras cómicas) de la United Press Association de propiedad de la E. W. Scripps. Entre los autores agremiados por la United Features en sus primeros años estuvieron Frank A. Vanderlip, Octavus Roy Cohen, David Lloyd George, Vicente Blasco Ibáñez, Herbert Hoover, Sinclair Lewis, Benito Mussolini, Édouard Herriot y Heywood Broun.
El gremio se convirtió en un actor dominante en el mercado de la redifusión (sindicación) a comienzos de la década de 1930. En marzo de 1930, la United Features adquirió el gremio de tiras cómicas Metropolitan Newspaper Service (aparentemente de manos del Bell Syndicate), y a finales de febrero de 1931, la Scripps adquirió el New York World, que controlaba las ramas de redifusión de la empresa de Pulitzer, el World Feature Service  y la Press Publishing Co. (que, a diferencia de otros gremios, eran de propiedad de los periódicos en lugar de ser entidades independientes).
La adquisición del Metropolitan Newspaper Service trajo consigo las tiras cómicas Tarzán y Ella Cinders. A su vez, la adquisición del World Feature Service trajo las tiras cómicas The Captain and the Kids, Everyday Movies, Fritzi Ritz, Hawkshaw the Detective, Joe Jinks y Little Mary Mixup.A partir de este punto, el United Features se convirtió en un exitoso distribuidor de tiras cómicas para periódicos,siendo el primer gremio en distribuir tiras dominicales a color.Un artículo de la revista Fortune de abril de 1933  describió a la United Features como uno de los «Cuatro Grandes» gremios estadounidenses (junto con King Features Syndicate, Chicago Tribune Syndicate y Bell Syndicate).
En 1934, la United Features lanzó su primera tira cómica original, Li'l Abner de Al Capp.A medida que la popularidad de Li'l Abner aumentaba, Capp, su creador satirizó a la United Features en Fearless Fosdick, la tira que aparecía dentro de Li'l Abner, en la que aparecía presentaba al abusivo y corrupto gremio «Squeezeblood Syndicate» (lit., Gremio Chupasangre).
Robert M. Hall fue gerente de ventas en la United Features entre 1935 y 1944, cuando se retiró para fundar otro gremio, el Post Syndicate.
Entre 1936 y 1954, la United Feature publicó su propia línea de revistas de cómics, utilizando sus propias tiras cómicas como personajes. Lev Gleason, quien había publicado varios títulos de historietas populares en las décadas de 1940 y 1950, sirvió como editor en la United Feature inicialmente, incluyendo el primer título de la compañía, Tip Top Comics.Tres títulos de United Feature alcanzaron más de 100 números de publicación: Tip Top Comics (188 números, entre abril de 1936 y septiembre/octubre de 1954), Sparkler Comics (120 números, entre julio de 1941 y noviembre/diciembre de 1954) y Comics on Parade (104 números, entre abril de 1938 y febrero de 1955). La compañía creó incluso sus propios superhéroes originales: Iron Vic, Mirror Man y Spark Man(ninguno de los cuales logró pegar). Tras poner fin a la línea de cómics de la United Feature en 1954, St. John Publications habría de dar continuidad a algunos de sus títulos. El resto de sus propiedades de revistas de cómics fueron adquiridas por Dell Comics en 1958.
Para 1968, la United Features redifundía alrededor de 50 tiras a 1500 clientes. 
En 1972, la United Features Syndicate adquirió y absorbió a la North American Newspaper Alliance y al Bell-McClure Syndicate en sus operaciones.
En mayo de 1978, Scripps fusionó al United Feature Syndicate con la Newspaper Enterprise Association para formar United Media Enterprises.United Media continuó redifundiendo tiras bajo la marca de United Feature Syndicate.
En 1994, la compañía de Jim Davis, Paws, Inc., compró a United Features los derechos de Garfield (incluyendo las tiras publicadas entre 1978 y 1993). La tira es distribuida actualmente por el Andrews McMeel Syndication, mientras que los derechos de la tira son aún propiedad de Paws.
El 24 de febrero de 2011, United Media llegó a un acuerdo de distribución con el gremio Universal Uclick (conocido actualmente como el Andrews McMeel Syndication) para la redifusión de las 150 tiras cómicas y artículos de noticias de la compañía, acuerdo que entró en vigencia el 1 de junio de ese mismo año. Si bien con esto dejó efectivamente de existir la United Media, la compañía Scripps mantiene todavía los derechos de autor y de propiedad intelectual.La marca United Feature Syndicate se sigue utilizando todavía en muchas tiras.

## Tiras cómicas de la United Feature Syndicate

### Tiras actuales de United Features

#### Bajo la marca United Features Syndicate
- Drabble de Kevin Fagan (lanzada en 1979)
- F Minus (lanzado en 2002; entró en redifusión en 2006)
- Get Fuzzy de Darby Conley (lanzada en 1999)
- Health Capsules originalmente del Dr. Michael Petti y Jud Hurd; luego de Bron Smith (lanzada en 1961) [15]
- Jump Start de Robb Armstrong (lanzada en 1989)
- The Knight Life de Keith Knight (lanzada en 2008)
- Lola de Todd Clark (2005-presente): adquirida de manos de la Tribune Media Services, donde se lanzó en 1999
- Marmaduke originalmente de Brad Anderson (c. 1970-presente) - adquirida de manos del National Newspaper Syndicate donde se lanzó en 1954
- Monty de Jim Meddick (lanzada en 1985)
- Nancy originalmente por Ernie Bushmiller (lanzada en 1938)
- Prickly City de Scott Stantis (lanzada en 2004)
- Rip Haywire de Dan Thompson (lanzada en 2009)
- Ripley, ¡aunque usted no lo crea! (1989-presente): adquirida de manos del King Features Syndicate; lanzada originalmente en 1918
- Rose Is Rose originalmente de Pat Brady (lanzada en 1984)
- Shortcuts de Jeff Harris (lanzado en 1999)
- Tarzán originalmente de Hal Foster (1932-2001), adquirida de manos de la Metropolitan Newspaper Service, donde se lanzó en 1929; [2]en reimpresiones
- Uncle Art's Funland originalmente de Art Nugent (lanzado en 1933), adquirida de manos del Bell-McClure Syndicate en 1972

#### Bajo la marca Andrews-McMeel
- 9 Chickweed Lane de Brooke McEldowney (lanzada en 1993)
- Betty de Gary Delaney y Gerry Rasmussen (lanzada en 1991)
- Brevity, actualmente por Dan Thompson (lanzada el 3 de enero de 2005)
- The Buckets originalmente por Scott Stantis (1994-presente) - adquirido de manos del  Tribune Media Services donde se lanzó en 1990
- Frazz de Jef Mallett (lanzada en 2001)
- Garfield de Jim Davis (19 de junio de 1978 - 1993; se trasladó a Universal Press Syndicate, que ahora es parte de la misma compañía propietaria de United Features)
- Graffiti de Gene Mora (lanzado el 3 de mayo de 2011)
- Grand Avenue originalmente de Steve Breen; ahora por Mike Thompson (lanzada en 1999)[16][17]
- KidSpot de Dan Thompson (lanzada en 2011)
- KidTown de Steve McGarry (lanzada en 2011), anteriormente conocido como KidCity [18]
- Luann por Greg Evans (1996-presente) - adquirida de manos del North America Syndicate, donde se lanzó en 1985
- Off the Mark de Mark Parisi (lanzada en 1987)
- Over the Hedge de Michael Fry y T. Lewis (lanzada en 1995)
- Peanuts de Charles M. Schulz (1950-2000) - en reimpresiones
- Pearls Before Swine de Stephan Pastis (lanzada en 2001)
- Reality Check de Dave Whamond (lanzada en 1995)
- World of Wonder de Laurie Triefeldt (lanzada en 2000) [19]